# Fischer-Z
Fischer-Z é um grupo de rock Britânico e o projeto criativo mais importante do cantor, guitarrista e poeta John Watts. É considerada uma das bandas mais populares da New Wave desde finais dos anos 70 e inícios dos anos 80. Em 1982 Watts dissolveu temporariamente Fischer-Z e começou uma carreira solo em seu próprio nome. John Watts tem lançado projetos solo e com Fischer-Z.
Fischer-Z encontrou o sucesso em toda a Europa e vendeu mais de dois milhões de álbuns. As gravações conjuntas foram feitas com Peter Gabriel, Steve Cropper e Dexys Midnight Runners. Fischer-Z se apresentou ao lado de James Brown em Berlim Oriental e fez um tour com The Police e Dire Straits. Eles também visitaram os EUA e Canadá em um projeto com Bob Marley na sua última turnê pela Europa. John Watts tem lançado 20 álbuns e tocado em cerca de 3.000 concertos até agora.

## História
Enquanto estudava psicologia clínica e trabalhava em clínicas psiquiátricas, John Watts formou Fischer-Z com Stephen Skolnik em 1977. As primeiras apresentações aconteceram em clubes punks ingleses e o primeiro álbum de Fischer-Z, "Word Salad", foi lançado em 1979 no United. Artist Records, em paralelo com The Buzzcocks e The Stranglers. A banda quebrou graças a John Peel tocando seu primeiro single "Remember Russia" várias vezes e defendendo a banda. Graças a isso, Fischer-Z apareceu no The Old Grey Whistle Test e após o sucesso europeu de seu segundo single, 'The Worker', eles apareceram no Top of the Pops em 1979. Com seu segundo álbum, 'Going Deaf For a Living' Watts cimentou a capacidade de Fischer-Z de capturar temas políticos globais contra o pano de fundo da música pop "peculiar". O hit single "So Long" foi lançado em 1980 no recém-fundado canal de TV MTV. 1981 trouxe o lançamento do terceiro e mais comercialmente bem sucedido álbum de Fischer-Z, "Red Skies Over Paradise", que contou com os singles, "Marliese" e "Berlin". Devido ao sucesso desses álbuns, Fischer-Z tocou mais de 200 shows entre 1980 e 1981 em todo o Reino Unido, Europa, EUA e Canadá. Watts dissolveu a linha Fischer-Z original no verão de 1981, acreditando que a banda havia se afastado muito de seus ideais punks originais.
Watts então iniciou uma carreira solo e lançou seus dois primeiros álbuns solo, One More Twist (1982) e The Iceberg Model (1983). Estes álbuns produziram o single politicamente carregado "One Voice", que ele cantou no "No Nukes Festival" em 1982 e "I Smelt Roses (In The Underground)". Em 1984, Watts fundou uma banda chamada "The Cry" e lançou o álbum pop / dance "Quick Quick Slow", produzido por Jimmy Douglass. Em 1985 e fortemente influenciado pelos eventos políticos da década de 1980, especialmente as relações de Margaret Thatcher com os sindicatos do Reino Unido, Watts lançou a música 'Dark Crowds of Englishmen', que tratou da greve dos mineiros de 1984/1985 e do desaparecimento da política da humanidade em Grã-Bretanha.
Em 1987, John Watts decidiu restabelecer Fischer-Z de uma forma diferente. Nesta formação, a banda celebrou mais sucessos, com singles de sucesso "The Perfect Day" (1988) e "Say No" (1989) dos álbuns "Reveal" (1988) e "Fish's Head" (1989).
Em 1991, o próximo álbum da Fischer-Z, "Destination Paradise", foi gravado no Real World Studios, de Peter Gabriel. A música "Further From Love" e a música-título destacam os sofrimentos da população civil durante a guerra. Os próximos dois álbuns de Fischer Z, "Kamikaze Shirt" (1993) e "Stream" (1995), continuaram a combinar uma perspectiva política com canções baseadas nas observações e experiências de Watts na vida real.
1997 e 1999 trouxeram o lançamento de dois álbuns de J.M.Watts muito diferentes, "Thirteen Stories High" e "Bigbeatpoetry". Em "Thirteen Stories High", Watts analisa os altos e baixos de sua vida e carreira musical, com músicas pop emotivas como o single "Brilliant Career". Considerando que, em ‘Bigbeatpoetry’, Watts trabalhou com uma combinação de letras poéticas e batidas musicais, assinando com a Motor Records e trabalhando com o campeão alemão de DJ, Ingo Werner. Isso produziria o single "Walking The Doberman". Em seguida, Watts lançou o álbum "Spiritual Headcase" em 2000, que era um remix do álbum "Bigbeatpoetry" feito por Peter Ely.
A era de projetos multimídia de Watts começou com "Ether Music & Film" em 2002. Para isso, ele viajou por toda a Europa e reuniu contribuições musicais de músicos locais. Um equipamento mínimo foi usado para as gravações: apenas um microfone de alta qualidade e um laptop. Todo o projeto foi filmado e lançado como um álbum e como um DVD.
Em 2005, Watts lançou "Real Life Is Good Enough", um álbum de 2 peças de guitarra e bateria gravado com Sam Walker. Depois de percorrer esse álbum, Watts encontrou estranhos em suas viagens de 10 países europeus diferentes e escreveu uma música para cada um deles com base em suas histórias de vida. Essas 10 músicas se tornaram o álbum "It Has To Be", que foi lançado em 2007 e apresentou o single "Adrian’s Song 'Brothers". O próximo álbum de Watts foi "Morethanmusic & Films", que também continha poemas e contos. Continha o single "Head On", que foi inspirado na experiência de Watts de assistir a uma criança de sete anos transmitindo a execução ao vivo de Saddam Hussein em seu telefone. Watts gravou um filme para cada título, que foi lançado como "Morethanmusic & Film" no mesmo ano.
Em 2011, Watts regravou 14 das músicas mais famosas de Fischer-Z com sua banda atual e lançou-a como "John Watts - Fischer-Z". Em contraste com este lançamento, Watts lançou um álbum de gravações solo ao vivo no ano seguinte (2012) chamado "Realistic Man".
Em 2015, Watts decidiu retornar com o nome Fischer-Z e lançar o "This is My Universe", que era uma visão introspectiva de sua própria vida e do mundo em mudança ao seu redor. Ele contém a faixa "Martha Thargill", na qual Watts reavalia a greve dos mineiros 30 anos depois.
2017 marcou um marco triplo para Watts. O 40º aniversário da formação das bandas, o primeiro show de Fischer-Z e o lançamento do 19º álbum de estúdio original de Watts, "Building Bridges", que foi uma declaração sobre os desafios de hoje. "É sobre construir pontes em vez de derrubá-las". "Damascus Disco" foi o single principal e desafiou a mesma ideia, encorajando os ouvintes a deixar de lado suas diferenças. O álbum foi gravado como um duo, John nos vocais / guitarras e Jamie Bush na bateria. Devido ao seu sucesso, a Fischer-Z mais uma vez esgotou o infame Paradiso em Amsterdã, 40 anos depois da primeira vez, De Roma em Antuérpia (2000) retornou à França, Espanha, Portugal, Suíça e Reino Unido. Eles também tocaram com o Simple Minds em Bonn para 6000 fãs. Em termos de festivais, Fischer-Z retornou a festivais de alto nível como Lokerse Feesten, Rock Zottegem, Retropop e até o festival Wacken Open Air em 2018.
Swimming in Thunderstorms foi lançado em 13 de setembro de 2019, precedido pelo single “Big Wide World”. Em 3 de abril de 2020, Watts anunciou o lançamento do novo EP Choose. Til The Oceans Overflow foi lançado em 8 de outubro de 2021. O Fischer-Z deu continuidade a esse lançamento com o álbum de banda Triptych. O ano de 2025 marca o projeto musical e artístico de John chamado PUNKT!. O álbum será lançado em 14 de setembro, e John Watts fará uma turnê por galerias na Alemanha para apresentar sua nova arte e música. Em 2026 será comemorado o 50º aniversário da formação da banda, ocorrida em 1976, bem como a primeira turnê do Fischer-Z no outono daquele ano.

## Discografia de estúdio
| Álbum                   | Lançamento |
| ----------------------- | ---------- |
| Word Salad              | 1979       |
| Going Deaf for a Living | 1980       |
| Red Skies Over Paradise | 1981       |
| Reveal (Fischer-Z)      | 1987       |
| Fish's Head             | 1989       |
| Destination Paradise    | 1992       |
| Kamikaze Shirt          | 1993       |
| Stream (Fischer-Z)      | 1995       |
| Ether                   | 2002       |

## Outra discografia de John Watts
- One More Twist (1982)
- The Iceberg Model (1983)
- Quick Quick Slow (1984) ("The Cry")
- Thirteen Stories High (1997) ("J.M. Watts")
- Bigbeatpoetry (1999) ("Watts")
- Spiritual Headcase (2000) ("Watts")
- Ether Music & Film (2002)
- Real Life Is Good Enough (2005)
- It Has To Be (2006)
- Morethanmusic & Films (2009)

## Compilações
| Álbum                | Lançamento |
| -------------------- | ---------- |
| The Worker           | 1997       |
| The Perfect Album    | 1998       |
| The Best             | 2001       |
| HighLights 1979-2004 | 2005       |